# Eucampsipoda philippinensis
Eucampsipoda philippinensis är en tvåvingeart som beskrevs av Ferris 1924. Eucampsipoda philippinensis ingår i släktet Eucampsipoda och familjen lusflugor. Inga underarter finns listade i Catalogue of Life.